# Franciszek Morawski (1868–1938)
Franciszek Wojciech Dzierżykraj-Morawski herbu własnego (ur. 4 sierpnia 1868 w Luboni, zm. 2 stycznia 1938 w Krakowcu) – polski polityk.

## Życiorys
Pochodził ze szlacheckiej rodziny Morawskich z linii generalskiej. Urodził się jako syn Tadeusza, wicemarszałka sejmiku poznańskiego, i hrabianki Tekli Ostrowskiej (1837–1880). Imię otrzymał po dziadku, generale Franciszku Morawskim. Studiował w Monachium, Wrocławiu, Paryżu i być może w Berlinie.
Jako polityk odgrywał wybitną rolę w życiu politycznym Wielkiego Księstwa Poznańskiego. W 1900 został redaktorem naczelnym „Kuriera Poznańskiego”. W 1910 wybrany został posłem do pruskiego parlamentu. Wydał szereg prac politycznych i ekonomicznych w języku polskim, niemieckim i francuskim. Pismo jego pt. „Der kommende Tag” (1903) zrobiło ogromne wrażenie w społeczeństwie niemieckim i wywołało liczne odgłosy.